# Alexei Andrejewitsch Poliwanow

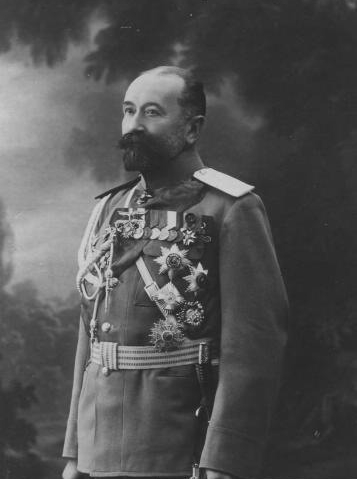
Alexei Poliwanow

Alexei Andrejewitsch Poliwanow (russisch Алексей Андреевич Поливанов; wissenschaftliche Transliteration Aleksej Andreevič Polivanov, * 16. März 1855; † 25. September 1920 in Riga) war ein russischer General und während des Ersten Weltkrieges zeitweise Kriegsminister.

## Leben
Poliwanow entstammte einer russischen Adelsfamilie und machte seinen Abschluss an der Nikolajewsker Ingenieursakademie in Sankt Petersburg. Im Russisch-Türkischen Krieg 1877/78 kam er zum Einsatz, dann war er mehrere Jahre Mitglied des Generalstabes, ehe er 1905 dessen Chef wurde. Ein Jahr später, nach den Erkenntnissen aus dem verlorenen Russisch-Japanischen Krieg, hatte er die Funktion des Stellvertretenden Kriegsminister unter Wladimir Suchomlinow inne und setzte sich für Militär- und politische Reformen ein. Zwischenzeitlich gehörte er dem Staatsrat an. Nach Suchomlinows Entlassung im Juni 1915 nahm Poliwanow dessen Posten ein, bis er auf Betreiben der Zarin im März 1916 abgelöst wurde und bis 1920 nicht mehr in Erscheinung trat. Da bot er der Roten Armee seine Hilfe an und nahm an den Friedensverhandlungen zwischen Russland und Polen in Riga teil. Er starb während der Verhandlungen. Er wurde auf dem Nikolaus-Friedhof des Alexander-Newski-Klosters in Petrograd bestattet.
| Personendaten    | Personendaten                                  |
| ---------------- | ---------------------------------------------- |
| NAME             | Poliwanow, Alexei Andrejewitsch                |
| KURZBESCHREIBUNG | russischer General, Kriegsminister (1915–1916) |
| GEBURTSDATUM     | 16. März 1855                                  |
| STERBEDATUM      | 25. September 1920                             |
| STERBEORT        | Riga                                           |